# Municipal Pérez Zeledón Femenino
El Municipal Pérez Zeledón Femenino fue un equipo de fútbol femenino que jugó en la Primera División Femenina de Costa Rica, ubicado en Pérez Zeledón, San José.

## Historia
En el 2021, Pérez Zeledón se enfrentó ante Fusión Potrero en dos partidos de ida y vuelta por la definición a la máxima categoría costarricense, logrando en el marcador global una victoria de 6-1, obteniendo la clasificación a la Primera División de Costa Rica y obtenido el cetro de segunda división.
El 26 de febrero de 2022, en el Torneo Apertura 2022, Pérez Zeledón debutó en primera división contra Dimas Escazú, consumiendo la primera derrota tras un 0-5.

## Estadio

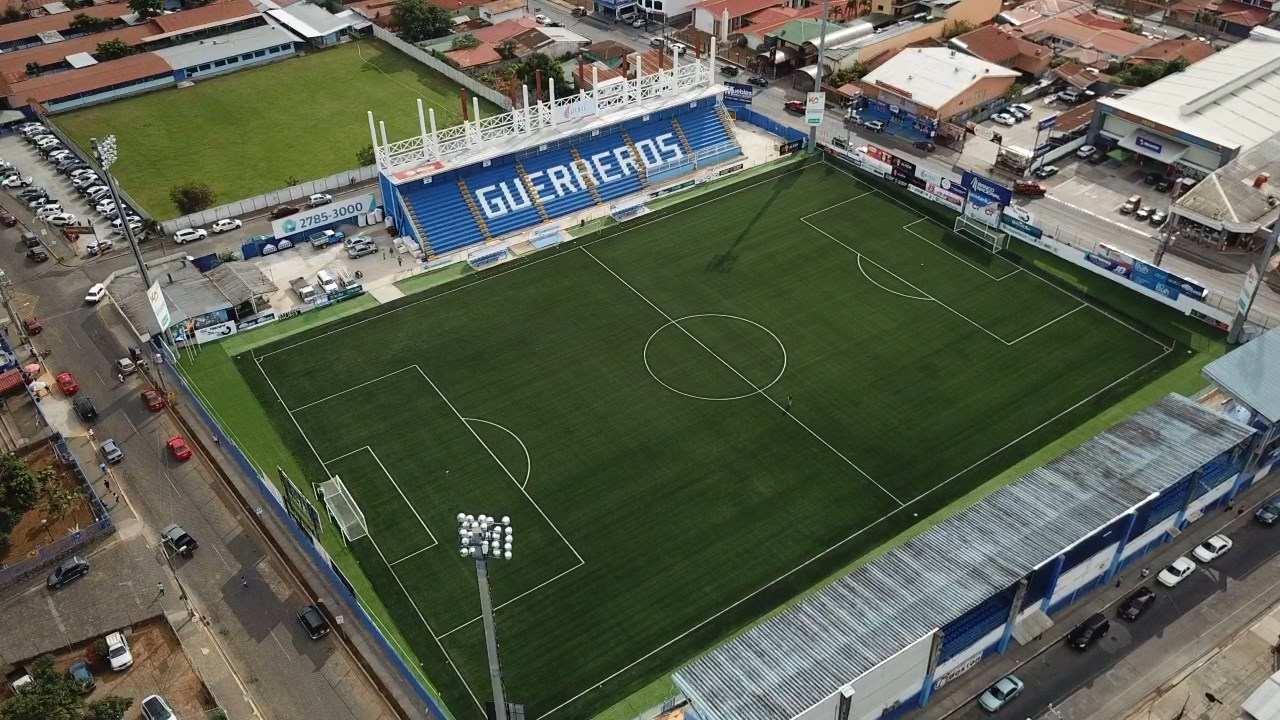
Estadio Municipal de Pérez Zeledón

El Estadio Municipal de Pérez Zeledón, sede de Municipal Pérez Zeledón, es de césped artificial, y cuenta con 3,259 espectadores.

## Palmarés

### Títulos nacionales
| Competiciones nacionales             | Títulos | Subcampeonatos |
| ------------------------------------ | ------- | -------------- |
| Segunda División de Costa Rica (1/0) | 2021    |                |